# 正蓮寺 (世田谷区)
正蓮寺（しょうれんじ）は、東京都世田谷区にある浄土真宗本願寺派の寺院。

## 歴史
1657年（明暦3年）、竹岡長円によって開山された。元々は白金台町（現・東京都港区白金台周辺）に位置していた。
明治に入って、道路拡張工事が行われたことにより、1910年（明治43年）に現在地に移転した。
浄土真宗は無論、他宗派も含めて、世田谷区三軒茶屋で唯一の寺となっている。

## 交通アクセス
- 東急田園都市線・東急世田谷線三軒茶屋駅より徒歩6分。